# Sandra Nkaké
Sandra Nkaké, née le 15 novembre 1973 à Yaoundé au Cameroun, est une chanteuse et actrice franco-camerounaise.

## Biographie
Sandra Nkaké est née le 15 novembre 1973 à Yaoundé au Cameroun, où elle passe ses premières années. C’est à l’âge de 11 ans qu’elle vient s’installer en France, à Paris avec sa mère, Lucie-Mami Noor Nkaké, qui travaille alors à l’Unesco avant d’intégrer la maison d’édition Présence africaine.
Très tôt, la jeune Sandra est passionnée de toutes les musiques. Après ses études de civilisations anglaises et américaines à La Sorbonne et plusieurs rencontres, notamment avec le metteur en scène Thomas Le Douarec, qui lui donnera son premier rôle au théâtre, en 1994, dans Les Sorcières de Salem d’Arthur Miller, elle se lance dans une carrière artistique. La fin des années 1990 est pour elle le début de son aventure artistique : musique, chant, théâtre.

### Parcours musical
Après de multiples collaborations (China Moses, Tony Allen, Julien Lourau, Troublemakers, Ji Mob, PUSH UP!), elle décide de tracer son propre sillon et de partager ses premières chansons. En 2008 sort son premier album solo, Mansaadi, qu'elle a produit et réalisé avec le musicien Vincent Théard. Suivront plus de 200 concerts à travers le monde, dont une tournée en Afrique, au Brésil (où elle rencontrera et jouera avec Naná Vasconcelos) et au Mexique. En avril 2009, avec d’autres artistes (Rodolphe Burger, D’ de Kabal, Jacques Higelin, Spleen, elle participe au disque collectif Les Amoureux au ban public, du nom d’une association qui combat les expulsions de couples binationaux dont l’un des conjoints est un étranger en situation irrégulière.
Pour son deuxième album, Nothing For Granted, sorti le 20 mars 2012, elle compose et écrit les chansons avec son partenaire de longue date, Jî Drû (voix, flûte, claviers), qui prend en charge la réalisation. Ils sont rejoints en studio par Julien Tekeyan (batterie), Christophe Minck (basse) et Matthieu Ouaki (guitare). Cet album propose à ses personnages de s’exprimer contre les carcans des ordres établis qui empêchent les personnes d’assumer leurs singularités. Ces chansons résonneront comme un cri de liberté auprès d’un public toujours nombreux qui viendra découvrir ou redécouvrir Sandra sur scène. La même année, elle est élue « révélation instrumentale française de l’année (Prix Frank Ténot) » aux Victoires du jazz 2012 lors du festival Jazz in Marciac.
Après deux ans de tournée avec l’album Nothing For Granted, Sandra Nkaké s’allie de nouveau à Jî Drû pour créer un spectacle où musique et images se répondent. Ils collaborent pour cela avec l’artiste photographe-vidéaste Seka et présentent leur création à l’espace 1789 de Saint-Ouen en 2014, Shadow of a Doubt. Son troisième album, sort en 2017 : Tangerine Moon Whishes, réalisé avec Jérôme Drû, alias Jî Drû. En 2023, sort un nouvel album, le quatrième Scars, toujours avec le flûtiste et compositeur Jî Drû, album pour lequel elle sera elle est élue « Voix de l'année » aux Victoires du Jazz 2024.. Elle est une des voix de soutien à SOS MEDITERRANNEE avec le projet a cappella PROTEST SONGS aux côtés de Jeanne Added, Camelia Jordana et Raphaele Lannadère.

### Carrière d'actrice

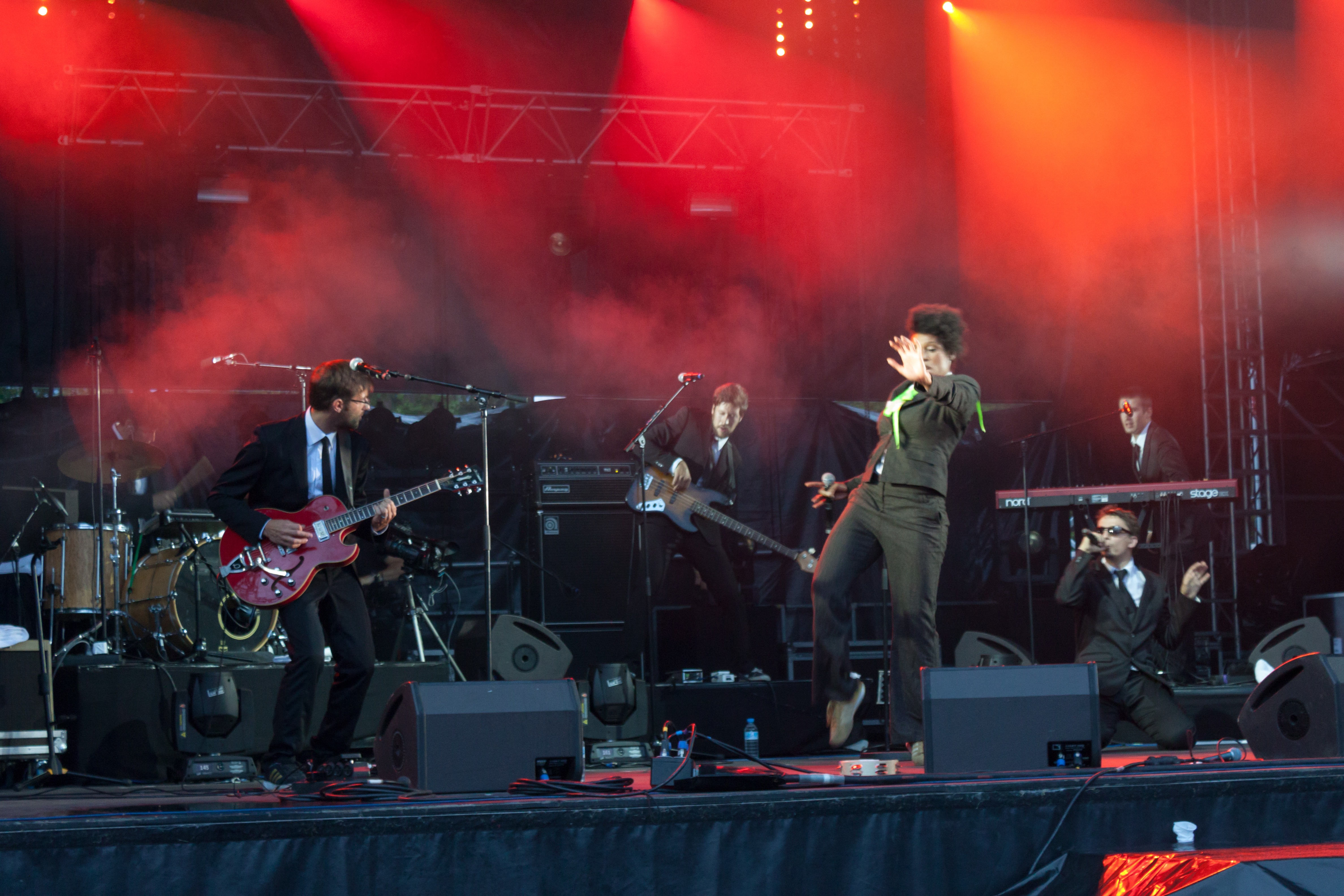
Sandra Nkaké et son groupe en concert à Grenoble en juillet 2012.

Elle mène en parallèle une carrière d’actrice qui lui permet notamment de rencontrer Lucas Belvaux, avec qui elle collabore à deux reprises,.

## Distinctions et récompenses
- 2012 : Victoires du jazz dans la catégorie Révélation instrumentale française de l’année (Prix Frank Ténot)
- 2024 : Voix de l'année aux Victoires du jazz[9]

## Discographie

### Solo
- 2008 : Mansaadi (Cornershop/Naïve)
- 2012 : Nothing For Granted (Jazz Village/Harmonia Mundi)
- 2017 : Tangerine Moon Wishes (Riot /[PIAS])
- 2023 : Scars (Riot /[PIAS])

### En tant que guest
Avec Troublemakers
- 2004 : Express Way (Blue Note)

Avec Ji Mob
- 2006 : Director’s Cut (Comet/Nocturne)
- 2009 : Power To The People (Comet/Nocturne)
- 2013 : BankRobber (Label La Maison)

Avec Push Up
- 2010 : The Grand Day Of Quincy Brown (Discograph)
- 2015 : The Day After (Jazz Village/Harmonia Mundi)

Avec Stéphane Belmondo
- 2011 : Ever After (Universal Jazz)

Avec Grand Corps Malade
- 2013 : Funambule (Believe Digital)

Autres
- 2014 : Film of Life de Tony Allen (JazzVillage/Harmonia Mundi)
- 2016 : Autour de Chet (Verve/Universal)
- 2016 : Skinny Man de Vic Moan (Train Fantôme/ L’Autre Distribution)
- 2018 : Ici Bas de B.A.U.M (Sony)

## Filmographie

### Cinéma
- 1996 : Les Deux papas et la maman de Jean-Marc Longval
- 2000 : The Girl de Sande Zeig : Bu Save
- 2002 : Peau d'ange de Vincent Perez : Madame Voght
- 2003 : Bienvenue au gîte de Claude Duty : Patrick
- 2004 : Casablanca Driver de Maurice Barthélemy : Gina
- 2004 : Dans l'ombre (court-métrage) de Giovanni Quéné : la travesti
- 2009 : King Guillaume de Pierre-François Martin-Laval : la chanteuse de gospel
- 2009 : C'est qui l'homme ? (court-métrage) de Fabienne & Véronique Kanor : Marlène
- 2011 : Toi, moi, les autres d'Audrey Estrougo : la détenue
- 2014 : Pas son genre de Lucas Belvaux : Cathy
- 2016 : Bienvenue au Gondwana de Mamane : Shanna
- 2017 : Une saison en France de Mahamat Saleh Haroun : Madeleine
- 2018 : Photo de Famille de Cécilia Rouaud : Dominique
- 2022 : Les Amandiers de Valeria Bruni Tedeschi : la professeure à New York

### Télévision
- 1999 : La Vie d'un autre (téléfilm) de Patrice Martineau : l'infirmière qui chante
- 2000 : Les Enfants du printemps (mini-série) de Marco Pico : Geneviève
- 2002 : PJ (série télévisée) : Destroy (saison 6, épisode 5 Gang de filles de Brigitte Coscas)
- 2005 : L'Evangile selon Aîmé (téléfilm) d'André Chandelle : Paulette
- 2006 : Les Amants du Flore (téléfilm) d'Ilan Duran Cohen : Priscilla
- 2006 : Préjudices (série télévisée), épisode Supermarché de Frédéric Berthe : Géraldine Potel
- 2014-2015 : Mes chers disparus (série télévisée), 6 épisodes de Stéphane Kappes : Brigitte Elbert
- 2015 : La Fin de la nuit (téléfilm) de Lucas Belvaux[10] : Nanda

## Théâtre
- 1994 : Les Sorcières de Salem d’Arthur Miller, mis en scène par Thomas Ledouarec
- 1995 : Le Dindon de Georges Feydeau, mis en scène par Thomas Ledouarec
- 1996 : Sans crier gare de Phyllis Roome, mis en scène par Alain Maratrat
- 1998 : Les Fils de Noé écrit et mis en scène par Léa Fazer
- 2001 : Zig-Zag de Phyllis Roome
- 2004 : Un Aller pas si simple de Praline Gay-Para et Sandra Nkaké, mis en scène par Abbi Patrix
- 2005 : Fantômas revient de Gabor Rassov, mis en scène par Pierre Pradinas, Théâtre de l’Union, Théâtre de l’Est parisien